# Börje Ahlstedt
Nils Börje Ahlstedt (født 21. februar 1939 i Stockholm) er en svensk skuespiller. Han har for eksempel medvirket i film som Fanny og Alexander (1982), Den gode vilje (1992), Søndagsbarn (1992) og Saraband (2003). Ahlstedt har også været med i film baseret på værker af August Strindberg, såvel som film baseret på Astrid Lindgrens børnebøger. Han er blandt andet berømt for rollen som Mattis i Ronja Røverdatter (1984).
I 1989 vandt Börje Ahlstedt en Robert for sin præstation i filmen Skyggen af Emma (1988). I 1991 vandt han en Guldbagge for bedste mandlige hovedrolle i Kaninmannen (1990).

## Udvalgt filmografi
- Flygplan saknas (1965)
- Jeg er nysgerrig (1967)
- Jeg er stadig nysgerrig (1968)
- Made in Sweden (1969)
- Kan man dø af et knald? (1971)
- Mumidalen (animeret tv-serie, 1973)
- Ægget er skørt! (1975, ukrediteret)
- En fyr og hans pige (1975)
- Soldat med brutet gevär (tv-serie, 1977)
- Hedebyborna (tv-serie, 1978)
- Kristoffers hus (1979)
- Barnets ø (1980)
- Höjdhoppar'n (1981)
- Sova räv (tv-film, 1982)
- Fanny og Alexander (1982)
- Ronja Røverdatter (1984)
- Min elskede - Amorosa (1986)
- Skyggen af Emma (1988)
- Bamser og mennesker (1989)
- Faldgruben (1989)
- Kaninmannen (1990)
- Den gode vilje (1992)
- Søndagsbarn (1992)
- Chefen fru Ingeborg (tv-serie, 1993)
- Höst i Paradiset (1995)
- Belma (1995)
- Pippi Langstrømpe (animationsfilm, 1997)
- Larmar och gör sig till (tv-film, 1997)
- Tre kronor (tv-serie, 1998-1999)
- Magnetisørens femte vinter (1999)
- Fødselsdagen (2000)
- Karlsson på taget (animationsfilm, 2002)
- Saraband (tv-film, 2003)
- Bang Bang Orangutang (2005)
- Percy, Buffalo Bill og jeg (2005)
- Exit (2006)
- Englen (2009)
- I lossens time (2013)
- The Egoist (kortfilm, 2015)